# Le Carillon de Saint-Gervais
Le Carillon de Saint-Gervais was een Franstalig Zwitsers satirisch weekblad uit het kanton Genève.

## Omschrijving
Le Carillon de Saint-Gervais werd in 1854 opgericht door Philippe Corsat en kende een tijdje de ondertitel Charivari Suisse. Het blad had een oplage van 2.000 exemplaren en verscheen telkens op zaterdag. De voornaamste thema's in het blad waren het politieke en lokale leven in Genève. Een uitgave telde vier bladzijden, waarvan er één was gewijd aan karikaturen. Het blad was aanvankelijk van radicale strekking, maar na het overlijden van Corsat in 1874, toen Christian Martinet aan de leiding kwam, volgde men een meer democratische strekking. De laatste uitgave verscheen in 1899.